# Красюк Сергій Олександрович
Сергій Олександрович Красюк (17 листопада 1961–1994, Київ) — український плавець, учасник Олімпіади 1980 року.

## З життєпису
Сергій Красюк тренувався в Києві в спортивному товаристві «Спартак».
Брав участь у складі збірної СРСР у московській Олімпіаді в естафеті 4 х 200 метрів вільним стилем та в комбінованій естафеті, проте в обох естафетах він брав участь лише у півфіналах, не потрапляючи до фінальних четвірок, які завоювали золото та срібло, відповідно.